# گروه آکرون
گروه آکرون (به انگلیسی: Acron Group) شرکت شیمیایی روسی است که در سال ۱۹۶۱ میلادی تأسیس شد. این شرکت همکنون بزرگترین شرکت تولیدکننده کود در جهان بوده و دارای نماد در بورس اوراق بهادار مسکو است. دفتر اصلی آکرون همکنون در ولیکی نووگورود روسیه واقع شده‌است.